# Revue française d'études américaines
La Revue française d'études américaines (RFEA) est une revue scientifique spécialisée en sciences humaines et sociales et lettres. C'est l'une des principales revues d'études nord-américaines en France. Quatre numéros paraissent chaque année.

## Histoire
La revue est créée en 1976 par l'Association française d'études américaines. Spécialisée en sciences humaines et sociales et lettres, elle paraît de façon trimestrielle. Chaque numéro est composé d'articles relevant tous des études nord-américaines, en littérature et arts ou en histoire et civilisation.

## Direction
Actuellement, la direction de la revue est la suivante :
- Directeur de publication : Mathieu Duplay, président de l'Association française d'études américaines et professeur à l'Université Paris-Diderot ;
- Rédacteurs en chef : Nicholas Manning, professeur à l'Université Grenoble-Alpes, pour la partie littérature ; Anne Stefani, professeure à l'Université Toulouse-Jean-Jaurès, pour la partie histoire et civilisation.

La revue a également un comité de rédaction de 16 membres et un conseil scientifique de 21 membres issus des plus prestigieuses universités. Les membres du comité de rédaction et les rédacteurs en chef sont élus en pour une durée de trois ans, renouvelables une fois.